# Catocala aholibah
Catocala aholibah là một loài bướm đêm trong họ Erebidae.